# Cmentarz cywilny w Madrycie
Cmentarz cywilny w Madrycie (Cementerio civil de Madrid) jest częścią nekropolii wschodniej razem z cmentarzem Almudena i cmentarzem żydowskim. Został otwarty wraz z pochówkiem Marvilli Leal Gonzalez 9 września 1884 roku. Wśród pochowanych są m.in. Dolores Ibarruri, pisarz Pio Baroja y Nessi, Francisco Largo Caballero i urbanista Arturo Soria y Mata.